# 10. slovenska narodnoosvobodilna udarna brigada »Ljubljanska«
Za druge 10. brigade glejte 10. brigada.
10. slovenska narodnoosvobodilna udarna brigada »Ivan Gradnik« (tudi Ljubljanska brigada) je bila partizanska brigada v sestavi Narodnoosvobodilne vojske in partizanskih odredov Slovenije med drugo svetovno vojno.

## Pripadniki
Komandanti brigade
- Rudolf Hribernik - Svarun: 11. september - 16. september 1943
- Franc Rojšek - Jaka: 16. september 1943 - 27. junij 1944
- Radomir Gliša - Raco: 4. julij 1944 - 11. februar 1945
- Miro Svoboda: 27. marec - 15. maj 1945

Politični komisarji brigade
- Janko Rudolf: 11. september - 18. december 1943
- Zvone Černe: 18. december 1943 - 23. januar 1944
- Jože Kodelič - Jure: 23. januar 1944 - 5. marec 1944
- Ignac Ferfila - Nace: 5. marec 1944 - 16. september 1944
- Martin Ocvirk: 16. september 1944 - 9. november 1944
- Marko Vrhunec: 9. november 1944 - 15. maj 1945

Namestniki komandanta brigade
- Lado Fajdiga: 16. september 1943 - 4. oktober 1943
- Zvone Černe: 19. oktober 1943 - 18. december 1943
- Matevž Šivec: 22. januar 1944 - december 1944
- Jože Goličič - Lister: 18. april 1945 - 15. maj 1945

Namestniki političnega komisarja brigade
- Franc Stegnar - Kolumb: 16. september 1943 - december 1943
- Anton Trček - Gorazd: 16. januar 1944 - 3. november 1944
- Ibro Bajraktarević: 5. november 1944 - 15. maj 1945